# Tamassos
Koordinaten: 35° 1′ 30″ N, 33° 14′ 30″ O
Tamassos, assyrisch Ta-me-si/su, altgriechisch Ταμασσός, ist eine seit der Eisenzeit erwähnte Stadt und ein eisenzeitliches Königreich im Zentrum der Mittelmeerinsel Zypern am Ostrand des Troodos-Gebirges. Ruinen finden sich beim Dorf Politiko im Südwesten Nikosias. In der Antike war die Stadt aufgrund reicher Kupfervorkommen bekannt.
Siedlungsspuren lassen sich bereits aus der Bronzezeit nachweisen. Die Stadt ist auf der Kition-Stele als „Ta-me-si/su“ belegt. 673/72 v. Chr. wurde die Stadt als selbstständiges Stadtkönigtum „Tamesu/i“ auf dem Prisma des Asarhaddon erwähnt. Sein König war Admesu/Gimesu. Pasykypros, der letzte König der Stadt, verkaufte diese für 50 Talente an König Pumiaton von Kition. Alexander der Große unterstellte die Stadt an seinen Verbündeten, den König des zypriotischen Stadtstaates Salamis, Pnytagoras. Später kam die Stadt, wie ganz Zypern, an die Ptolemäer. In christlicher Zeit wurde Tamassos Bischofssitz, auf den das heutige Titularbistum Tamasus zurückgeht.
Bei Ausgrabungen wurden eine hohe Befestigungsmauer, Wohnhäuser aus mehreren Epochen sowie Heiligtümer der Götter Kybele und Aphrodite freigelegt. Zur Nekropole der Stadt gehören Kammergräber aus archaischer Zeit. In der Nähe der Stadt bei Pera, am Ufer des Pediaios, und bei Frangissa wurden zwei Heiligtümer des Apollon gefunden. Im stadtnahen Heiligtum  wurden diverse Statuen gefunden, darunter eine Bronzestatue aus dem 5. Jahrhundert v. Chr., deren erhaltener Kopf als Chatsworth-Kopf bekannt ist und sich heute im Britischen Museum in London befindet.
Herakleidios war der erste Bischof von Tamassos. Das dem Heiligen Herakleidios gewidmete Kloster Agios Herakleidios wurde um 400 gegründet.